# Білл Фоулкс
Вільям Ентоні Фоулкс (англ. William Antony Foulkes; 5 січня 1932, Сент-Хеленс — 25 листопада 2013, Манчестер), більш відомий як Білл Фоулкс (англ. Bill Foulkes) — англійський футболіст, захисник і капітан англійського клубу «Манчестер Юнайтед». Він зіграв у 688 матчах за клуб, поступаючись за цим показником лише Раяну Гіггзу, Боббі Чарлтону і Полу Скоулзу. У сезонах 1957/58, 1959/60, 1963/64 і 1964/65 Фоулкс виходив на поле у всіх без винятку матчах «Манчестер Юнайтед». Він забив 9 голів за 18 сезонів і допоміг «Манчестеру» завоювати чотири чемпіонські титули в Англії, Кубок Англії і Кубок європейських чемпіонів. Попри стабільну і надійну гру, Фоулкс викликався в збірну лише одного разу.

## Ранні роки
Фоулкс народився у місті Сент-Геленс, Ланкашир в 1932 році. Його дід був капітаном регбійного клубу «Сент-Хеленс», а також виступав за національну збірну Англії з регбі. Батько грав у регбіліг за «Сент-Хеленс», а також в футбол за клуб «Нью Брайтон» в третьому північному дивізіоні. Сам Білл Фоулкс в підлітковому віці виступав за клуб «Вістон Бойз». На початку своєї футбольної кар'єри Білл працював на шахті «Грін».

## «Манчестер Юнайтед»

### 1950—1957
На початку 1950 року Фоулкса помітили скаути «Манчестер Юнайтед», і в березні він перейшов в клуб зі столиці сусіднього графства. Пройшовши через академію і резерв «червоних дияволів», Білл був переведений в головну команду. Його дебют відбувся 13 грудня 1952 року: «Манчестер» приймав «Ліверпуль» і переміг з рахунком 2:1. Всього за сезон 1952/53 Фоулкс провів лише 2 матчі.
Спочатку Білл грав на позиції правого захисника, проте з часом став все частіше з'являтися в центрі оборони. 2 січня 1954 року Фоулкс забив свій перший гол за «Манчестер»: на «Сент-Джеймс Парк» він вразив ворота «Ньюкасла» ударом із середини поля.
До середини 1950-х Фоулкс зміг закріпитися переважно складі «Манчестер Юнайтед». У сезоні 1954/55 він зіграв 41 матч в чемпіонаті Англії (тобто пропустивши лише одну гру). Незабаром до «Манчестера» прийшли серйозні успіхи: в 1956 і 1957 роках «червоні дияволи» ставали чемпіонами Англії і володарями національного Суперкубка. Творцем цих перемог була група молодих вихованців «Манчестер Юнайтед», що отримала прізвисько «малюки Басбі» (за прізвищем головного тренера). Крім Фоулкса, в неї входили Джекі Бланчфлауер, Роджер Берн (капітан команди), Денніс Вайоллет, Данкан Едвардс, Девід Пегг, Боббі Чарлтон.

### Мюнхенська трагедія

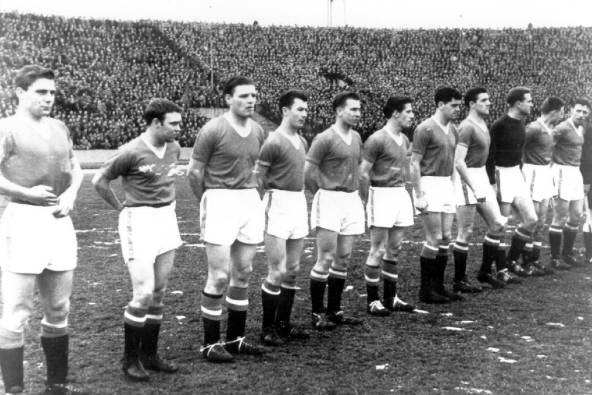
Малюки Басбі 5 лютого 1958 року. 4-й праворуч — Білл Фоулкс.

Як переможець чемпіонату Англії, «Манчестер Юнайтед» отримав право на участь у Кубку європейських чемпіонів. У 1957 році «Манчестер» зупинився на півфіналі, а в наступному сезоні «червоні дияволи» знову пробилися в ½ фіналу, перегравши у попередній стадії белградську «Црвену Звезду». 5 лютого 1958 року, після матчу в Белграді, літак з командою і тренерським штабом «Манчестер Юнайтед» вирушив до Мюнхена, де планувалося зробити дозаправку перед вильотом в Манчестер.
У мюнхенському аеропорту через сильний снігопад літак двічі не зміг злетіти. Під час третьої спроби лайнер врізався в ангар з пальним, стався вибух і почалася пожежа. На місці загинула 21 людина. Біллу Фоулксу, як і Боббі Чарльтону, пощастило вижити у цій катастрофі.
У Мюнхенській авіакатастрофі «Манчестер Юнайтед» втратив вісім гравців основного складу, важкі травми отримав головний тренер Метт Басбі. Ходили чутки про те, що клуб припинить своє існування, однак помічник головного тренера Джиммі Мерфі відновив роботу з іншими футболістами. Оскільки в Мюнхені серед загиблих опинився і Роджер Берн, Мерфі призначив Фоулкса капітаном команди.
Знекровлений «Юнайтед» переміг лише в одному з останніх матчів Першого дивізіону і не зміг захистити чемпіонський титул. У Кубку чемпіонів манкуніанці поступилися «Мілану». Однак, Мерфі вивів команду у фінал Кубка Англії, але там «Манчестер Юнайтед» також спіткала невдача.

### 1958—1970
Влітку 1958 року до виконання обов'язків головного тренера «червоних дияволів» повернувся Метт Басбі. Він остаточно перевів Білла на позицію центрального захисника, яка потребувала посилення. «Манчестер» поступово опускався все нижче і нижче в чемпіонаті Англії: в 1963 році він зайняв 19-е місце, але переміг у Кубку Англії. Це був перший трофей, який Фоулкс завоював як капітан «Манчестер Юнайтед». У 1965 та 1967 роках «Манчестер» виграв чемпіонат Англії, а Фоулкс став чотириразовим чемпіоном країни і найтитулованішим футболістом «Юнайтед» епохи Басбі. У 1966 році він передав капітанську пов'язку Боббі Чарльтону: з тих, хто пережили катастрофу в Мюнхені тільки вони залишалися гравцями «Манчестер Юнайтед».
У тріумфальному для «Манчестер Юнайтед» розіграші Кубка європейських чемпіонів 1967/68 Фоулкс зіграв 6 матчів, включаючи фінал. У другій півфінальній грі проти «Реала», яка проходила на «Сантьяго Бернабеу», при рахунку 3:2 на користь господарів Фоулкс забив третій м'яч «червоних дияволів», замкнувши передачу Джорджа Беста з правого краю штрафного. Цей гол, забитий за кілька хвилин до фінального свистка, вивів «Манчестер» у фінал: вдома підопічні Басбі перемогли 1:0.
У 1969 році головним тренером «Манчестер Юнайтед» став Вілф Макгіннесс. Під його керівництвом 37-річний Фоулкс провів лише три матчі (останній — 16 серпня 1969 з «Саутгемптоном») і 1 червня 1970 року офіційно завершив кар'єру. На той момент він був рекордсменом манкуніанців за кількістю проведених сезонів (18) і офіційних матчів (688).

## Досягнення
Манчестер Юнайтед
- Чемпіон Англії (4): 1955/56, 1956/57, 1964/65, 1966/67
- Володар Кубка Англії: 1962/63
- Володар Суперкубка Англії (4): 1956, 1957, 1965, 1967
- Володар Кубка європейських чемпіонів: 1967/68

Разом: 10 трофеїв

## Статистика виступів
| Клуб              | Сезон             | Ліга | Ліга | Кубки | Кубки | Єврокубки | Єврокубки | Інше | Інше | Всього | Всього |
| Клуб              | Сезон             | Ігри | Голи | Ігри  | Голи  | Ігри      | Голи      | Ігри | Голи | Ігри   | Голи   |
| ----------------- | ----------------- | ---- | ---- | ----- | ----- | --------- | --------- | ---- | ---- | ------ | ------ |
| Манчестер Юнайтед | 1952/53           | 2    | 0    | 0     | 0     | 0         | 0         | 0    | 0    | 2      | 0      |
| Манчестер Юнайтед | 1953/54           | 32   | 1    | 1     | 0     | 0         | 0         | 0    | 0    | 33     | 1      |
| Манчестер Юнайтед | 1954/55           | 41   | 0    | 3     | 0     | 0         | 0         | 0    | 0    | 44     | 0      |
| Манчестер Юнайтед | 1955/56           | 26   | 0    | 1     | 0     | 0         | 0         | 0    | 0    | 27     | 0      |
| Манчестер Юнайтед | 1956/57           | 39   | 0    | 6     | 0     | 8         | 0         | 1    | 0    | 54     | 0      |
| Манчестер Юнайтед | 1957/58           | 42   | 0    | 8     | 0     | 8         | 0         | 1    | 0    | 59     | 0      |
| Манчестер Юнайтед | 1958/59           | 32   | 0    | 1     | 0     | 0         | 0         | 0    | 0    | 33     | 0      |
| Манчестер Юнайтед | 1959/60           | 42   | 0    | 3     | 0     | 0         | 0         | 0    | 0    | 45     | 0      |
| Манчестер Юнайтед | 1960/61           | 40   | 0    | 5     | 0     | 0         | 0         | 0    | 0    | 45     | 0      |
| Манчестер Юнайтед | 1961/62           | 40   | 0    | 7     | 0     | 0         | 0         | 0    | 0    | 47     | 0      |
| Манчестер Юнайтед | 1962/63           | 41   | 0    | 6     | 0     | 0         | 0         | 0    | 0    | 47     | 0      |
| Манчестер Юнайтед | 1963/64           | 41   | 1    | 7     | 0     | 6         | 0         | 1    | 0    | 55     | 1      |
| Манчестер Юнайтед | 1964/65           | 42   | 0    | 7     | 0     | 11        | 0         | 0    | 0    | 60     | 0      |
| Манчестер Юнайтед | 1965/66           | 33   | 0    | 7     | 0     | 8         | 1         | 0    | 0    | 48     | 1      |
| Манчестер Юнайтед | 1966/67           | 33   | 4    | 2     | 0     | 0         | 0         | 0    | 0    | 35     | 4      |
| Манчестер Юнайтед | 1967/68           | 24   | 1    | 0     | 0     | 6         | 1         | 1    | 0    | 31     | 2      |
| Манчестер Юнайтед | 1968/69           | 13   | 0    | 0     | 0     | 5         | 0         | 2    | 0    | 20     | 0      |
| Манчестер Юнайтед | 1969/70           | 3    | 0    | 0     | 0     | 0         | 0         | 0    | 0    | 3      | 0      |
| Всього за кар'єру | Всього за кар'єру | 566  | 7    | 64    | 0     | 52        | 2         | 6    | 0    | 688    | 9      |

## Після завершення кар'єри
Починаючи з 1975 року Білл Фоулкс тренував кілька футбольних клубів за межами Англії: «Чикаго Стінг», «Талса Рафнекс», «Сан-Хосе Ерсквейкс» (США), «Брюне», «Стейнг'єр», «Ліллестрем» (Норвегія). Чотири роки Фоулкс очолював японський клуб «Мазда» (1988—1992), після чого залишив тренерську роботу.
У середині 1980-х разом з Девідом Седлером і Гаррі Макшейном Фоулкс заснував Асоціацію колишніх гравців «Манчестер Юнайтед», яка об'єднує більше 250 членів.
Помер 25 листопада 2013 року на 82-му році життя.